# Alemaz Samuel
Alemaz Samuel (5 de julio de 1999) es una deportista de Etiopía que compite en atletismo. Ganó una medalla de oro en el Campeonato Mundial de Atletismo Sub-20 de 2018, en la prueba de 1500 m.